# Servizio ferroviario suburbano di Liverpool
Il servizio ferroviario suburbano di Liverpool (anche noto impropriamente come Merseyrail) è un insieme di servizi ferroviari a carattere suburbano, lungo alcune linee ferroviarie convergenti nella città di Liverpool, in Inghilterra. Ha un'estensione di oltre 130 km e collega 88 stazioni.
Il servizio, gestito da Merseytravel, azienda responsabile dei trasporti pubblici nel Merseyside, è composto attualmente da tre linee: una operata da Northern Trains, sussidiaria di Arriva, e le altre operate da Merseyrail, società in joint venture tra Serco e Abellio. L'infrastruttura è gestita da National Rail.

## Storia
La rete del servizio ferroviario suburbano di Liverpool è nata nel 1977, data in cui sono state unite le esistenti linee ferroviarie, con la costruzione di gallerie sotto il centro di Liverpool e sotto Birkenhead.

## La rete
La rete è composta da tre linee che effettuano tutte capolinea nelle stazioni di Liverpool:
| Linea          | Percorso                                                            | Lunghezza | Stazioni | Gestore         |
| -------------- | ------------------------------------------------------------------- | --------- | -------- | --------------- |
| Linea City     | Liverpool Lime St. - Garswood/Hough Green/Newton-le-Willows         | - km      | 23       | Northern et al. |
| Linea Northern | Hunts Cross - Liverpool Central - Kirkby/Ormskirk/Southport         | 66,7 km   | 36       | Merseyrail      |
| Linea Wirral   | Liverpool Lime St. - Chester/Ellesmere Port/New Brighton/West Kirby | 54 km     | 34       | Merseyrail      |

### Linea Northern
La linea Northern, mostrata in blu nelle mappe, congiunge la stazione di Hunts Cross a sud di Liverpool, con quelle di Kirkby, Ormskirk e Southport, a nord, attraversando la città in un tunnel sotterraneo.
I servizi della linea operano su tre relazioni: una va da Hunts Cross a Southport, una da Liverpool Central a Ormskirk e l'altra da Liverpool Central a Kirkby. Ogni relazione è servita da un treno ogni quarto d'ora nei giorni feriali con qualche rinforzo negli orari di punta per la tratta diretta a Southport. Nei giorni festivi, la cadenza è di un treno ogni 30 minuti per ogni relazione.

### Linea Wirral
La linea Wirral, mostrata in verde nelle mappe, congiunge il centro di Liverpool, con le stazioni di Chester, Ellesmere Port, New Brighton e West Kirby. In centro a Liverpool, la linea percorre un anello monodirezionale sotterraneo che tocca le stazioni di James Street Moorfields, Liverpool Lime Street e Liverpool Central. L'attraversamento del fiume Mersey avviene in sotterranea, all'interno del Mersey Railway Tunnel.
I servizi della linea operano su quattro relazioni, una per ogni capolinea. Ogni relazione è servita da un treno ogni quarto d'ora nei giorni feriali, a eccezione della relazione per Port Ellesmore, servita da un treno ogni mezz'ora; nei giorni festivi, è previsto un collegamento ogni 30 minuti per ciascun capolinea.

### Linea City
La linea City, mostrata in rosso nelle mappe, comprende una serie di servizi suburbani e regionali che partono dalla stazione di Livepool Lime Street e che transitano lungo la linea Liverpool-Wigan, la Liverpool-Manchester (via Newton-le-Willows), la Liverpool-Manchester (via Warrington), la linea Liverpool-Crewe, la linea Liverpool-Chester (via Runcorn) e la linea Liverpool-Blackpool. Questi servizi sono operati da vari operatori, tra cui Northern Trains.
Nei giorni feriali, la maggior parte delle stazioni delle tratte comuni è servita da un treno ogni mezz'ora; alcune stazioni più piccole sono servite da solo un treno all'ora. Negli orari serali dei giorni festivi, la frequenza si riduce.
Di domenica, i treni non effettuano servizio nella stazione di Edge Hill.
A causa della divisione tra l'azienda responsabile dei trasporti pubblici, Merseytravel, e l'operatore del franchising regionale, Northern Trains, la linea City non è sempre riconoscibile: gli orari pubblicati da Merseytravel ed esposti nelle stazioni utilizzano il simbolo della linea City (anche se riferito a diversi operatori), mentre Northern Trains e gli altri operatori che utilizzano parti delle stesse rotte non si riferiscono alla linea nella propria pubblicità o sui treni. Inoltre, solamente le stazioni che ricadono nel territorio del Merseyside utilizzano il marchio Merseyrail, nonostante siano separate dalla rete omonima.

## Servizio

### Mezzi utilizzati
Sulle linee della rete Merseyrail, le linee Northern e Wirral, circolano treni della Classe 507 e della Classe 508/1. Dal 2023 sulla linea Northern sono stati inizialmente introdotti i treni della Classe 777, prodotti da Stadler, che gradualmente sostituiranno i Classe 507/508, che hanno compiuto ben 45 anni.